# Alekszandrovszkojei járás
Az Alekszandrovszkojei járás (oroszul Александровский район) Oroszország egyik járása a Tomszki területen. Székhelye Alekszandrovszkoje.

## Népesség
- 1989-ben 11 356 lakosa volt.
- 2002-ben 10 136 lakosa volt, melynek 80%-a orosz, 9%-a német, 4,8%-a hanti és szölkup.
- 2010-ben 8 690 lakosa volt.